# Sukadami (Cikarang Selatan)
Sukadami is een bestuurslaag in het regentschap Bekasi van de provincie West-Java, Indonesië. Sukadami telt 24.665 inwoners (volkstelling 2010).